# 1-й батальон Канадского экспедиционного корпуса
1-й батальон канадских конных стрелков, был пехотным батальоном Канадской армии. Созданный для службы во время Первой мировой войны в составе Канадских экспедиционных сил (CEF), он был сформирован в ноябре 1914 года в Брэндоне, Манитоба. Первоначально конное пехотное подразделение, названное 1-м полком Канадских конных стрелков, которое было расширено после его переформирования и расформирования в пехотное подразделение за счёт поглощения других подразделений Канадских конных стрелков. Расформировано в 1920 году.